# فردی ادو
فردی ادو (انگلیسی: Freddy Adu؛ زادهٔ ۲ ژوئن ۱۹۸۹) یک بازیکن فوتبال اهل ایالات متحده آمریکا است.
وی همچنین در تیم ملی فوتبال ایالات متحده آمریکا بازی کرده است.